# Roodbrauwspreeuw
De roodbrauwspreeuw (Enodes erythrophris) is een vogelsoort uit de familie Sturnidae.

## Verspreiding en leefgebied
De soort is endemisch op het Indonesische eiland Celebes en telt drie ondersoorten:
- Enodes erythrophris erythrophris
- Enodes erythrophris centralis
- Enodes erythrophris leptorhynchus